# Луїс Варгас Пенья
Луїс Варгас Пенья (ісп. Luis Vargas Peña, 1905 — 1994) — парагвайський футболіст, що грав на позиції нападника, зокрема, за клуб «Олімпія» (Асунсьйон), а також національну збірну Парагваю.

## Клубна кар'єра
Виступав за команду «Олімпія» (Асунсьйон), будучи одним з кращих і найпопулярніших гравців Парагваю в період до Другої світової війни.

## Виступи за збірну
1926 року дебютував в офіційних матчах у складі національної збірної Парагваю. Протягом кар'єри у національній команді, яка тривала 5 років, провів у її формі 4 матчі, забивши 2 голи.
У складі збірної був учасником Чемпіонату Південної Америки 1927, де грав у двох останніх іграх проти Уругваю і Чилі (забив гол).
Також брав участь в чемпіонаті світу 1930 року в Уругваї де зазнав поразки 0:3 від США і допоміг своїм голом перемогти Бельгію (1:0). Виводив на обидва матчі команду з капітанською пов'язкою.
Є першим футболістом Парагваю, який забив гол на чемпіонаті світу - зробив це 10 липня у зустрічі з бельгійцями. Також є першим капітаном Парагваю в історії Кубка світу.
Помер 1994 року на 90-му році життя.